# Кекс
Кекс (от мн. ч. англ. cakes) — кондитерское изделие, выпекаемое из масляного бисквитного или дрожжевого теста.

## История
Первый рецепт кекса можно найти в Древнем Риме, когда гранат, орехи, изюм смешивались в ячменном пюре.
Начиная с XVI века, когда из американских колоний стал поставляться сахар, кексы стали очень популярны (высокая концентрация сахара сохраняла фрукты). Кексы распространились по всей Европе, но рецепты их приготовления многообразны в разных странах и зависят от местных ингредиентов.

## Описание
В состав кекса могут входить различные дополнительные продукты: изюм и другие сухофрукты, цукаты, цедра, орехи, какао-порошок, ванилин. Выпекаются кексы как правило удлинённой либо круглой формы. Сверху кекс посыпают сахарной пудрой.
Ближайший родственник кекса — русский кулич.

## В России
Во времена СССР было разработано множество рецептур кексов для промышленного изготовления:
- На химических разрыхлителях:
  - На сливочном масле: Столичный, Московский, Шафранный[7], Золотой ярлык, Десерт, Кекс в шоколаде, Краснодарский, Меревайк.
  - На маргарине и безводных жирах: Ореховый, Ароматный, Волжский, Уфимский, Уфимский с корицей, Свердловский, Двухцветный, Студенческий, Кекс с какао, Чайный, Олев, Янтарный, Новинка.
  - Творожные: Детский, Творожный, Творожный с изюмом, Воронежский.
- Без разрыхлителей: Миндальный[7], Серебряный ярлык, Юбилейный, Бисквитный, С цукатами, С корицей.
- Дрожжевые:
  - На сливочном масле: Весенний[7], Славянский, Молочный, Апрельский, Домашний.
  - На маргарине: Луганский, Здоровье, Новый, Донской, Спортивный. Российский, Кавказский.

По составу кекс может практически не отличается от манника и выпекаться в виде пирога.

## Кексы разных стран и народов
- Багамские Острова — фрукты, орехи и изюм, предназначенные для начинки, выдерживают в роме 2—3 месяца. После выпекания кексы поливают ромом, в котором выдерживалась начинка.
- Великобритания — в Великобритании кексы очень популярны. Традиционный кекс на Рождество должен быть покрыт марципаном или белой глазурью. Среди наиболее популярных разновидностей: кекс Баттенберг, кекс Мадера.
- Германия — традиционный кекс «Штоллен» обычно пекут на Рождество в прямоугольной форме и посыпают сахарной пудрой.
- Италия — на Рождество пекут «Панеттоне» и «Пандоро», реже — Надалин, на Пасху — Коломба ди Паскуа[9].
- Литва — по праздникам пекут высокий кекс типа «кухонного дерева»: «Шакотис» и «Рагуотис»[10].
- Мазуры — кексы в форме пасхального агнца[11].
- Румыния — кекс пекут на большие праздники: Рождество (кекс с изюмом «Козунак»[12]), Пасха, Новый год.
- США — «Фунтовый кекс» — классический кекс с плотной текстурой, вкусен и долго сохраняется свежим; традиционно любимый вид выпечки домашних кондитеров на Западе, состоящий из ингредиентов весом по одному фунту каждый: сливочное масло, сахар, мука и яйца[13]. Американские кексы очень богаты фруктами и орехами. Их сильно пропитывают ликёрами или коньяком и покрывают сахарной пудрой. Некоторые американцы считают, что кексы становятся лучше с возрастом из-за крепости алкоголя, которым они пропитаны.
- Швейцария — традиционный «грушевый хлеб» (нем. Birnbrot). Он очень лёгкий и сладкий, готовится с цукатами и орехами.
- Шотландия — кекс «Данди-кейк»[14].
- Эльзас — кекс «Кугельхопф»[15].
- Португалия — Пивной кекс или торт (в Бразилии и Португалии — Bolo de cerveja[16][17]), приготовленный с использованием пива в качестве основного ингредиента.

## Галерея

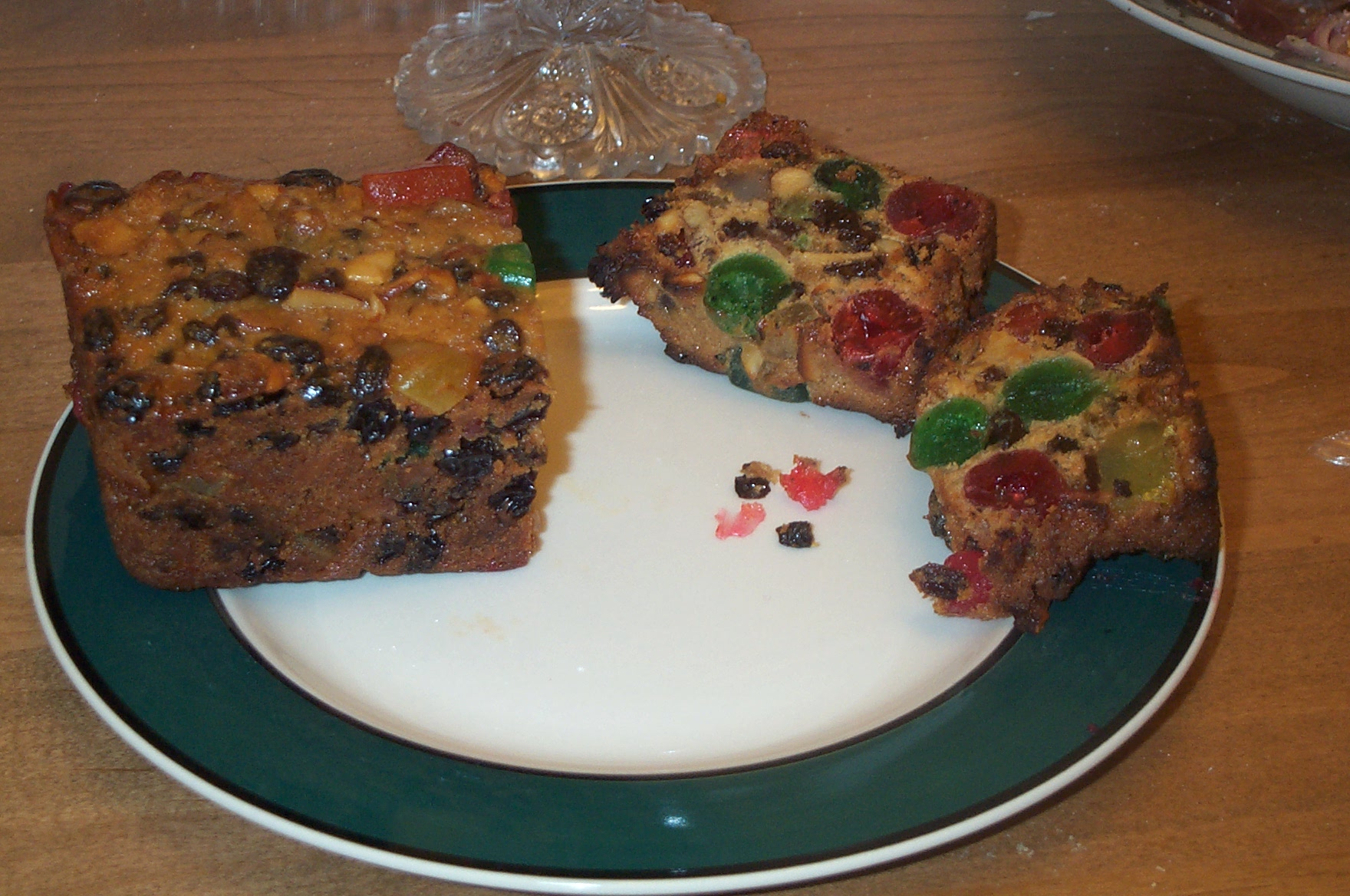
Традиционный американский пирог с фруктами и орехами
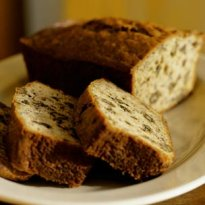
Банановый кекс с орешками
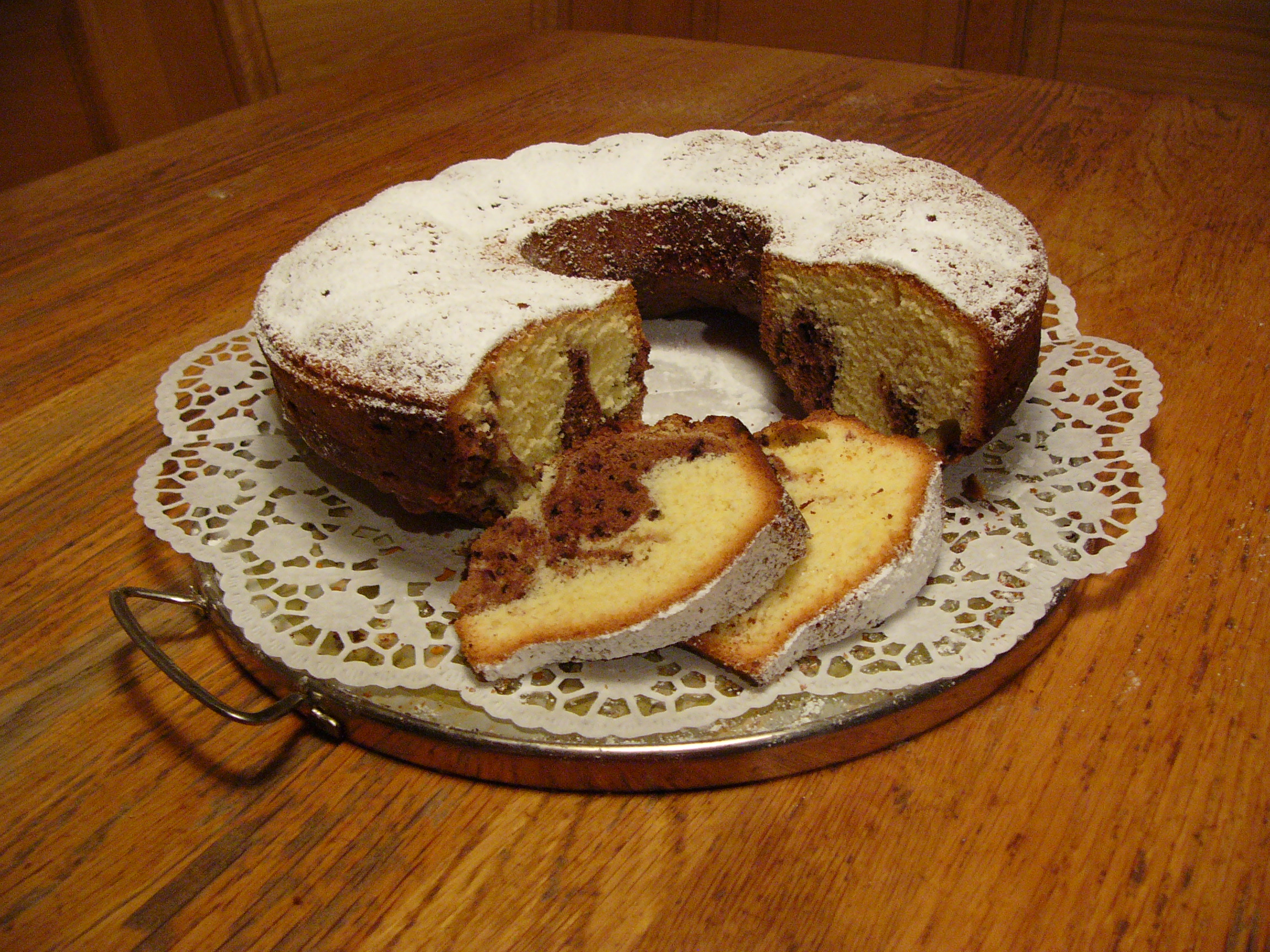
Мраморный кекс круглой формы
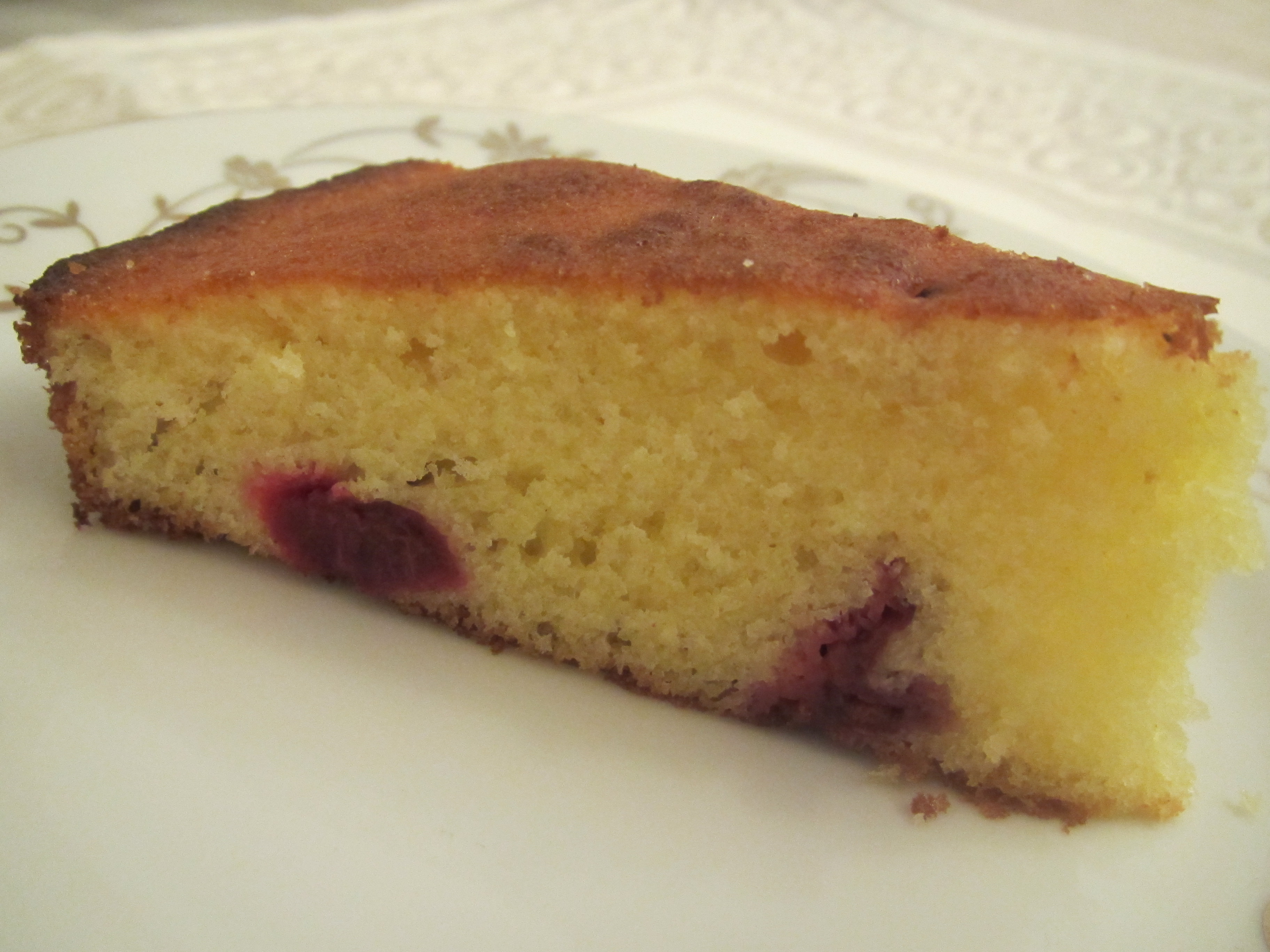
Вишнёвый кекс
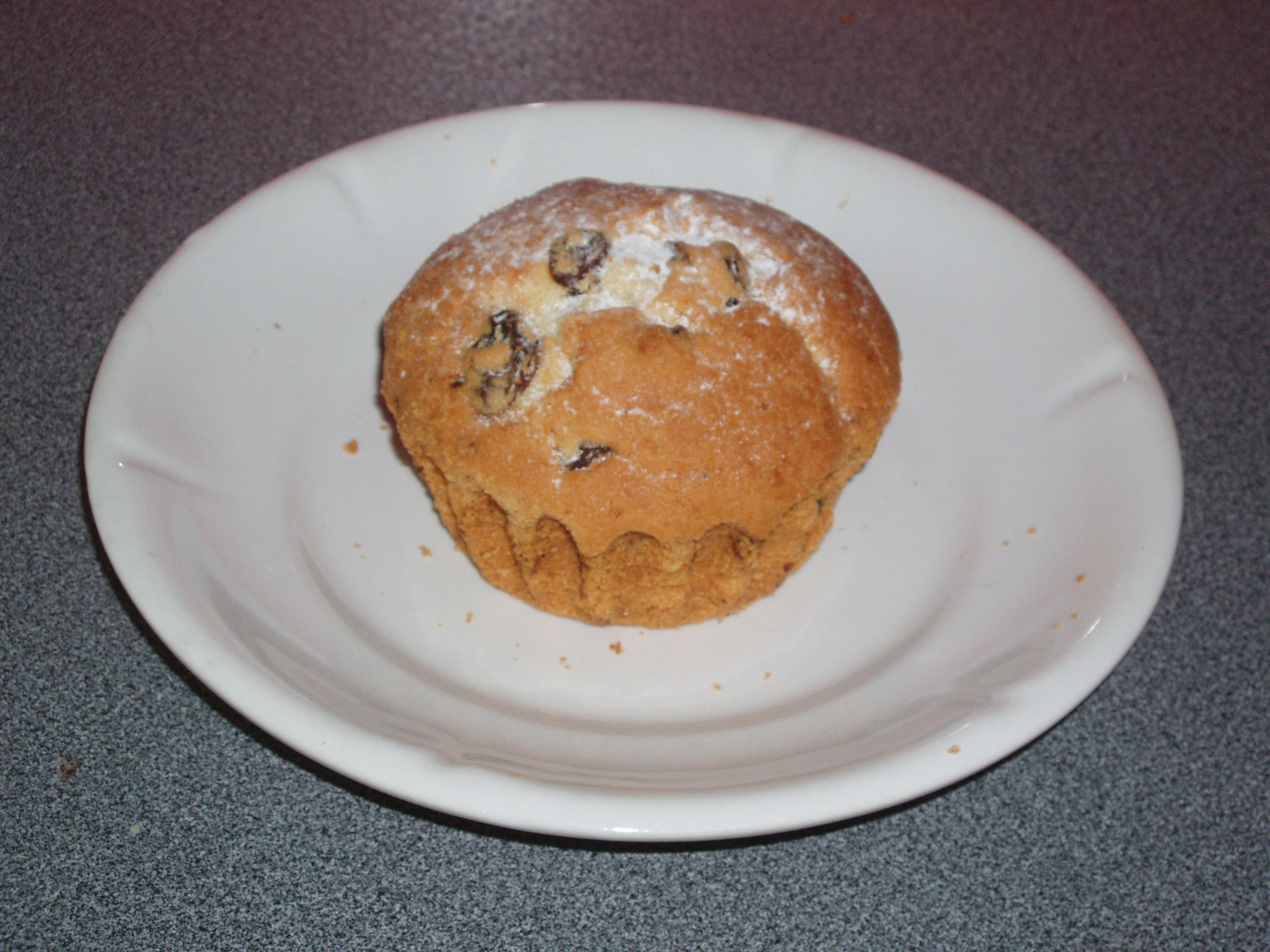
Маленький кекс с изюмом (маффин)
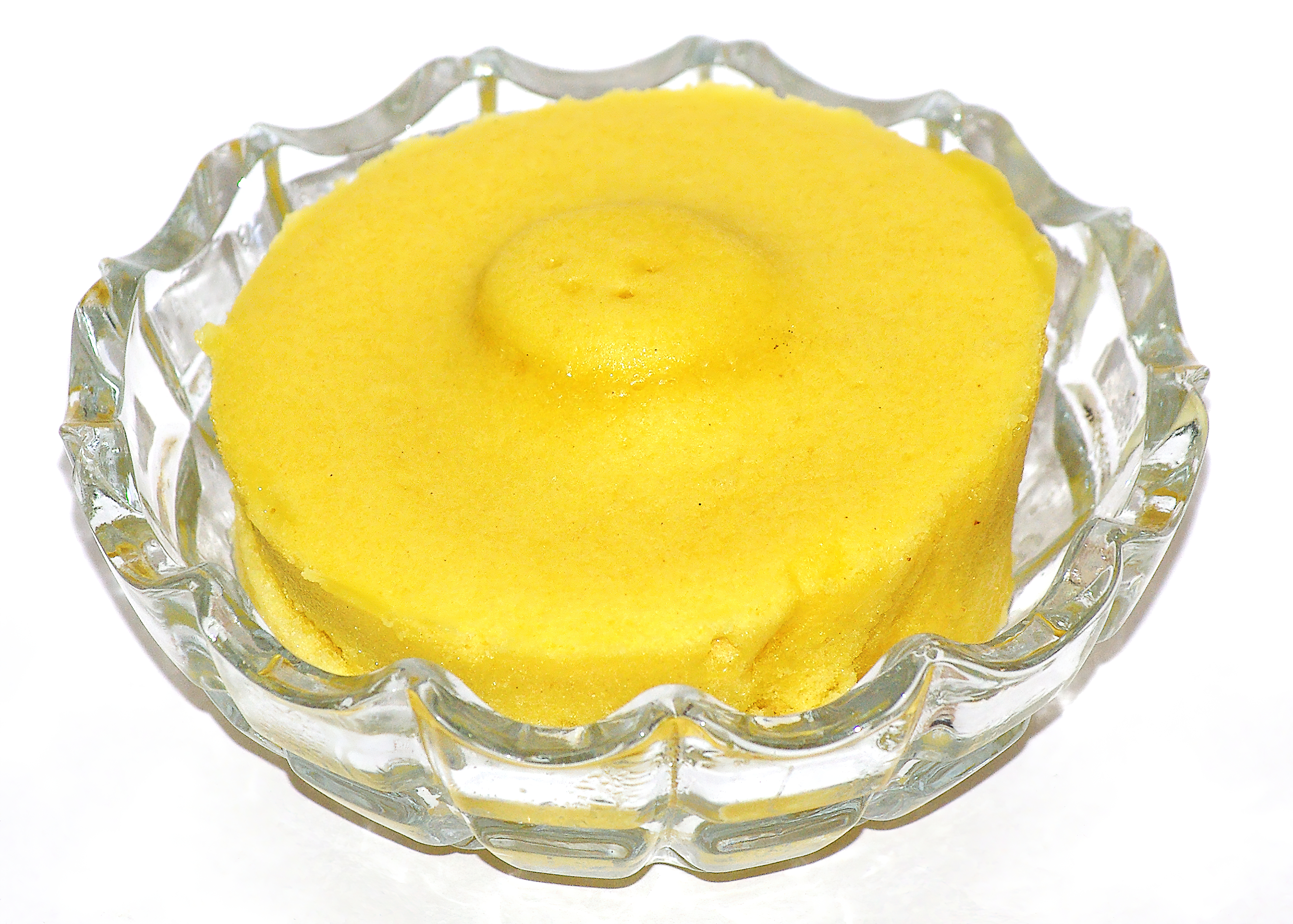
Лимонный мини-кекс